# François Bossuet
François Antoine Bossuet (Ieper, 1798 - Sint-Joost-ten-Node, 1889) was een Belgisch kunstschilder en etser.

## Oeuvre
Hij was een vermaard vedute-schilder van grootschalige of pittoreske stadsgezichten en monumenten, met inlandse, Franse, Duitse, Spaanse (Andalusië, onder andere het Alhambra in Granada), Italiaanse en Noord-Afrikaanse thema’s. Hij legde een nadruk op historische plaatsen. Soms beeldde hij ook scènes uit uit het alledaagse leven. Hij is gekend voor het perspectief in zijn schilderijen, waar hij ook over schreef in een dissertatie in 1843. Zijn fascinatie voor Spanje en Italië was een traditie onder de romantische Europese kunstschilders. Zijn stijl valt onder het romantisch-realisme.

## Leven en loopbaan
Hij woonde als kind in Oostende. Hij genoot zijn opleiding bij Beirens in Ieper en aan de Kunstacademie in Antwerpen (als leerling van o.a. Willem Herreyns). Samen met Michel Van Cuyck was hij de medestichter van de School voor Teeken- en Bouwkunde in Oostende in 1820. Hij werd in 1832 benoemd als leraar perspectief aan de Academie in Brussel en bleef er lesgeven tot 1876. Verschillende van zijn leerlingen verwierven faam: Franz Gailliard (1861-1932), François Stroobant (1819-1916), Gustave Walckiers (1831-1891) en François Musin (1820-1888).
François Bossuet was lid van de Société Royale Belge des Aquarellistes gesticht onder het voorzitterschap van Jean-Baptiste Madou op 11 juni 1856 te Brussel.

## Verzamelingen
- Antwerpen, Koninklijk Museum voor Schone Kunsten;
- Brugge, Groeningemuseum
- Brussel, Koninklijke Musea voor Schone Kunsten van België en Charliermuseum
- Gent, Museum voor Schone Kunsten
- Ieper, Stedelijk Museum
- Londen, Victoria and Albert Museum
- Oostende, Kunstmuseum aan Zee (verzameling Stad Oostende).

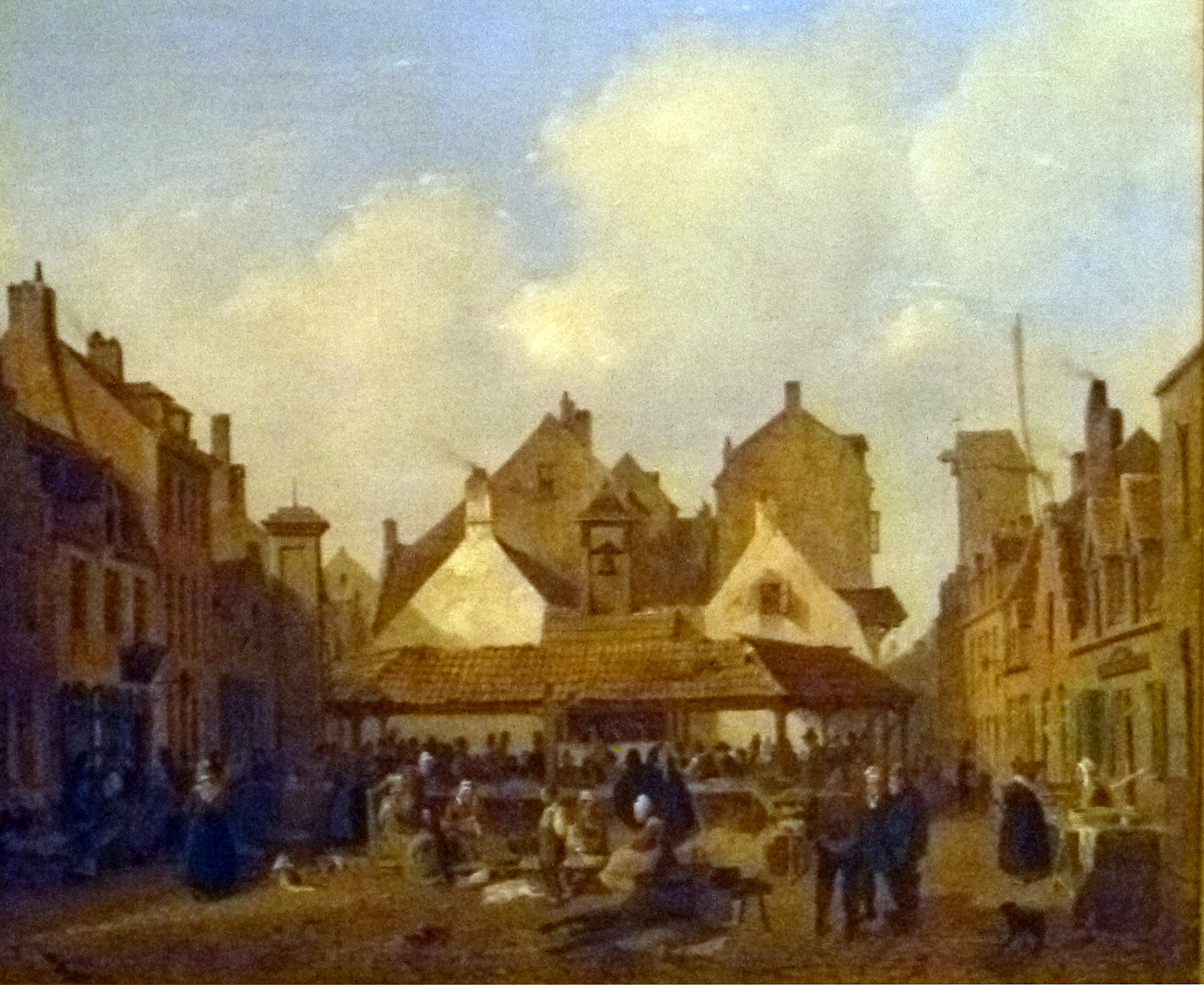
De vismarkt van Oostende (1832)
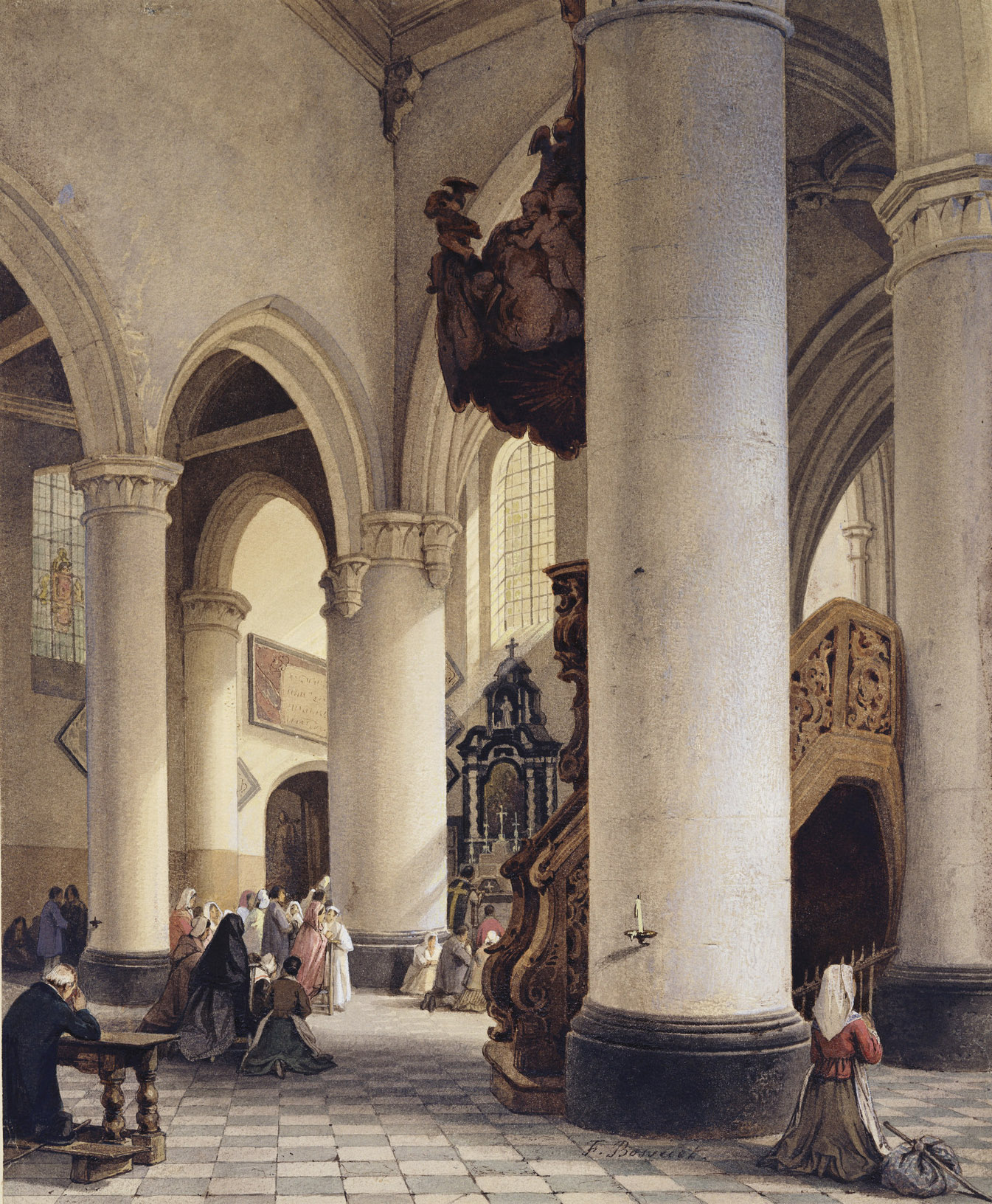
Interieur van de Onze-Lieve-Vrouwekerk van Laken
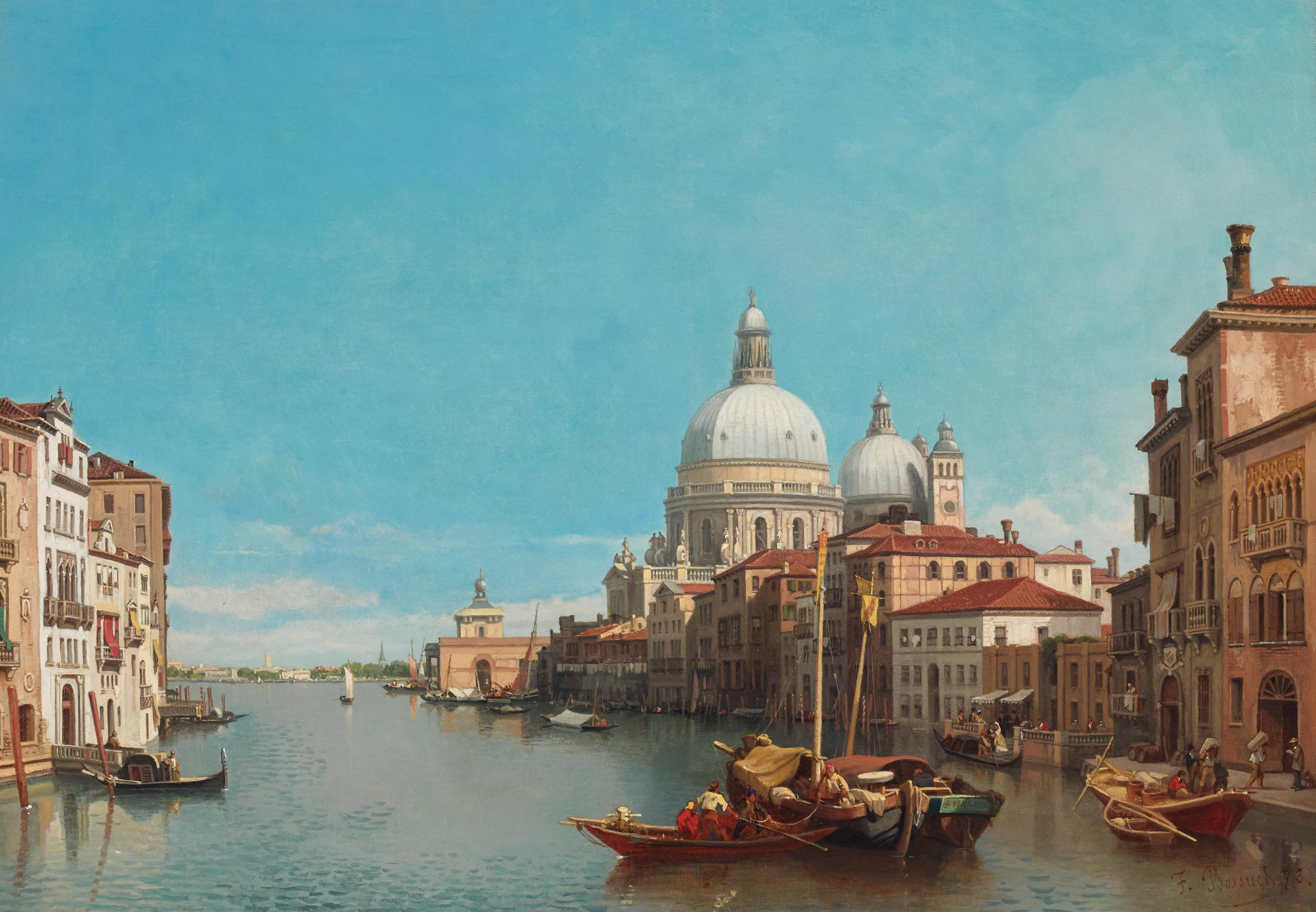
Venetië met Santa Maria della Salute